# 422 Berolina
422 Berolina eller A896 TA är en asteroid i huvudbältet, som upptäcktes 8 oktober 1896 av den tyske astronomen Carl Gustav Witt. Den har fått sitt namn efter staden Berlin.
Asteroiden har en diameter på ungefär 10 kilometer.